# Костурени
Костурени или Костурино (грч. Ξιφιανή, Ксифијани) је насељено место у општини Меглен у периферији Средишња Македонија, Грчка. Према попису из 2021. године било је 628 становника.
Према бугарском географу и историчару, Василу Канчову, у Костуренима је 1900. године живело 700 Словена муслимана и 250 Словена хришћана. Већи део мештана је током 18. века због притиска и веће сигурности за живот прешао на ислам. Године 1924. муслиманско становништво је принудно исељено у Турску а на њихово место су насељене грчке избегличке породице из Турске, укупно 375 особа. На попису из 1928. године Костурени је имао 640 становника.